# Mozsgai járás
A Mozsgai járás (oroszul Можгинский район [Mozsginszkij rajon], udmurtul Можга ёрос [Mozsga jorosz]) Oroszország egyik járása az Udmurt Köztársaság déli részén. Székhelye Mozsga, bár maga a város nem tartozik a járáshoz.

## Földrajz

A Mozsgai járás települései

Területe 1997 km². Szomszédai északon az Uvai járás, keleten a Malaja Purga-i járás, délkeleten az Agrizi járás (Tatárföld) és a Alnasi járás, délen a Grahovói járás, nyugaton a Kiznyeri járás, északnyugaton a Vavozsi járás.

## Népesség
- 2002-ben 30 358 lakosa volt, melynek 64%-a udmurt, 30%-a orosz, 2%-a tatár.
- 2010-ben 28 293 lakosa volt, melyből 17 284 fő udmurt, 9 363 orosz, 1 018 tatár stb.

## Külső hivatkozások
- A járás honlapja